# الکساندر ناول
الکساندر ناول (انگلیسی: Alexander Nowell; زاده ۱۵۰۷ – درگذشته ۱۳ فوریهٔ ۱۶۰۲) یک روحانی مسیحی اهل انگلستان بود.